# Álmokháza
Az Álmokháza Heltai Jenő 1929-ban, az Athenaeum könyvtárban megjelent lélektani és háborús regénye.

## Szereplők
- Karmel Péter - mérnök, százados
- Karmel Zoltán - Péter testvére
- Karmel Pál - Péter testvére
- Zsandár Terka
- Zelter Nusi - a pékmester lánya
- Zelter Irén - a pékmester lánya
- Zelter Klári - a pékmester lánya
- Wax úr - az Orient-bank elnöke
- Gallus úr - vak zongorista
- dr. Winter Aladár - ügyvéd
- Zsandár Mari (Kartács Ildikó) - színésznő
- dr. Szebeni Virgil - Karmel egykori tanára
- Valamivics - csempész, katonaszökevény, orgazda, uzsorás, szállító, kerítő, portás, házmester
- Zsófika
- Tollagi úr - iszákos költő
- Hangyácska - örömlány